# بينغت أريكسون
بينغت أريكسون (بالسويدية: Bengt Eriksson)‏ هو متزحلق نوردي مزدوج سويدي، ولد في 22 يناير 1931 في مالونك في السويد، وتوفي في 19 نوفمبر 2014 في Hudiksvall ‏ في السويد.

## وصلات خارجية
- بينغت أريكسون على موقع الاتحاد الدولي للتزلج (القفز التزلجي) (الإنجليزية)
- بينغت أريكسون على موقع الاتحاد الدولي للتزلج (التزلج النوردي المزدوج) (الإنجليزية)
- بينغت أريكسون على موقع اللجنة الأولمبية الدولية (الإنجليزية)
- بينغت أريكسون على موقع أوليمبيديا (الإنجليزية)
- بينغت أريكسون على موقع اللجنة الأولمبية السويدية (السويدية)